# Crina

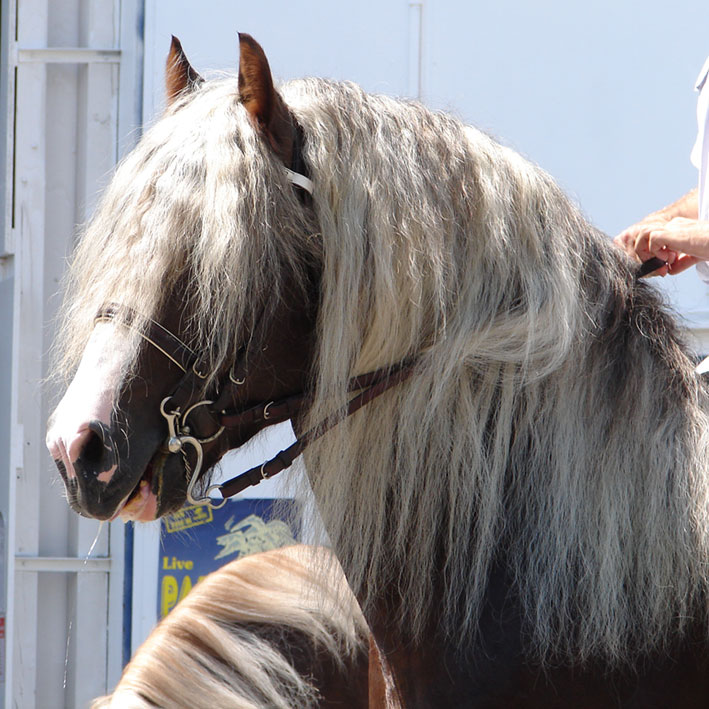
Cavalo com uma longa crina branca.

Crina é um tipo de pelagem presente em certos animais, principalmente equídeos como o cavalo, asno e a zebra, e felinos como os filhotes do guepardo.